# Shonel Ferguson
Shonel Ferguson (ur. 6 listopada 1957 w Nassau) – bahamska lekkoatletka, specjalistka skoku w dal i sprinterka, mistrzyni igrzysk Wspólnoty Narodów, trzykrotna olimpijka. 
Jako juniorka zdobyła brązowy medal w skoku w dal na CARIFTA Games w 1975 w Hamilton oraz złoty medal w skoku w dal i brązowy medal w biegu na 100 metrów na kolejnych CARIFTA Games w 1976 w Nassau. Startując w zawodach seniorów wywalczyła brązowy medal w skoku w dal na mistrzostwach Ameryki Środkowej i Karaibów w 1975 w Ponce.
Wystąpiła na igrzyskach olimpijskich w 1976 w Montrealu, gdzie odpadła w eliminacjach biegu na 100 metrów i skoku w dal. Zdobyła srebrny medal w skoku w dal na mistrzostwach Ameryki Środkowej i Karaibów w 1977 w Xalapa-Enríquez.
Zwyciężyła w skoku w dal na igrzyskach Ameryki Środkowej i Karaibów w 1978 w Medellín. Zajęła w tej konkurencji 5. miejsce na igrzyskach Wspólnoty Narodów w 1978 w Edmonton oraz 6. miejsce na igrzyskach panamerykańskich w 1979 w San Juan. Zdobyła złoty medal w skoku w dal na mistrzostwach Ameryki Środkowej i Karaibów w 1981 w Santo Domingo oraz srebrny medal na igrzyskach Ameryki Środkowej i Karaibów w 1982 w Hawanie.
Zwyciężyła w skoku w dal na igrzyskach Wspólnoty Narodów w 1982 w Brisbane, wyprzedzając Robyn Strong z Australii i Beverly Kinch z Anglii oraz na mistrzostwach Ameryki Środkowej i Karaibów w 1983 w Hawanie. Odpadła w kwalifikacjach tej konkurencji na mistrzostwach świata w 1983 w Helsinkach. Zajęła 4. miejsca w biegu na 100 metrów i w skoku w dal na igrzyskach panamerykańskich w 1983 w Caracas. Zajęła 8. miejsce w skoku w dal na igrzyskach olimpijskich w 1984 w Los Angeles. Po raz trzeci zwyciężyła w tej konkurencji na mistrzostwach Ameryki Środkowej i Karaibów w 1985 w Nassau. Zdobyła srebrne medale w skoku w dal i w sztafecie 4 × 100 metrów na  igrzyskach Ameryki Środkowej i Karaibów w 1986 w Santiago de los Caballeros. Odpadła w kwalifikacjach skoku w dal na igrzyskach olimpijskich w 1988w Seulu, a na igrzyskach Wspólnoty Narodów w 1990 w Auckland zajęła w tej konkurencji 6. miejsce.
Rekord życiowy Ferguson w skoku w dal wynosił 6,80 m. Został ustanowiony 19 września 1982 w Taizhongu.